# アピゲニン
アピゲニン(Apigenin)は、多くの植物に含まれるフラボンであり、天然に生成する多くの配糖体のアグリコンである。

## 薬理作用
近年、アピゲニンはオートファジーと呼ばれる過程を誘導する効果を持つことが明らかとなり、化学的疾病予防剤となる可能性があると同時に化学療法への抵抗を誘導する作用を持つことを説明できるようになった。アピゲニンは、人体中で多くの医薬品の代謝に関わる酵素CYP2C9の阻害剤としても働く。
アピゲニンは、シクロスポリンの副作用を無効にする効果を示す。シクロスポリンAは、ラットの腎臓でトランスフォーミング増殖因子βの発現を促進し、アポトーシスを加速する。そのため、トランスフォーミング増殖因子βとアポトーシス指数は、シクロスポリンAによる腎臓への損傷に対するアピゲニンの効果を評価する指標として使われる。
アピゲニンは、数少ないモノアミントランスポーターの活性化因子の1つとして働く。また、フルニトラゼパムを競合阻害するベンゾジアゼピン受容体のリガンドであり、抗不安薬や精神安定剤としての効果もわずかに示す。
In vitroでは、アピゲニンは赤血球に毒性を持つことが示された。
アピゲニンは、成体の神経発生も活性化させるという研究結果もある。前途有望な成果であるが、ラットを用いた研究で見られた効果は、まだヒトでは実証されていない。

## 配糖体
アピゲニンと糖から構成される天然の配糖体には、以下のようなものがある。
- アピイン - パセリ[9]、セロリから単離
- アピゲトリン（アピゲニン-7-グルコシド） - タンポポを使用した代用コーヒーに含まれる
- ビテキシン（アピゲニン-8-C-グルコシド）
- イソビテキシン（アピゲニン-6-C-グルコシド） - ホモビテキシン、サポナレチンとも言う
- ロイフォリン（アピゲニン-7-O-ネオヘスペリドシド）